# Hordeum roshevitzii
Hordeum roshevitzii är en gräsart som beskrevs av Wray Merrill Bowden. Hordeum roshevitzii ingår i släktet kornsläktet, och familjen gräs. Inga underarter finns listade i Catalogue of Life.